# 五虎山街道
五虎山街道，是中华人民共和国内蒙古自治区乌海市乌达区下辖的一个乡镇级行政单位。

## 行政区划
五虎山街道下辖以下地区：
铁西社区和育红社区。